# Gammelstad
Gammelstad (übersetzt Alte Stadt) ist das alte Zentrum der Stadt Luleå in der historischen Provinz Norrbotten im Norden Schwedens sowie Tätort (unter der Bezeichnung Gammelstaden) in der Gemeinde Luleå der Provinz Norrbottens län. Das Kirchendorf gehört zum UNESCO-Welterbe.

## Geschichte

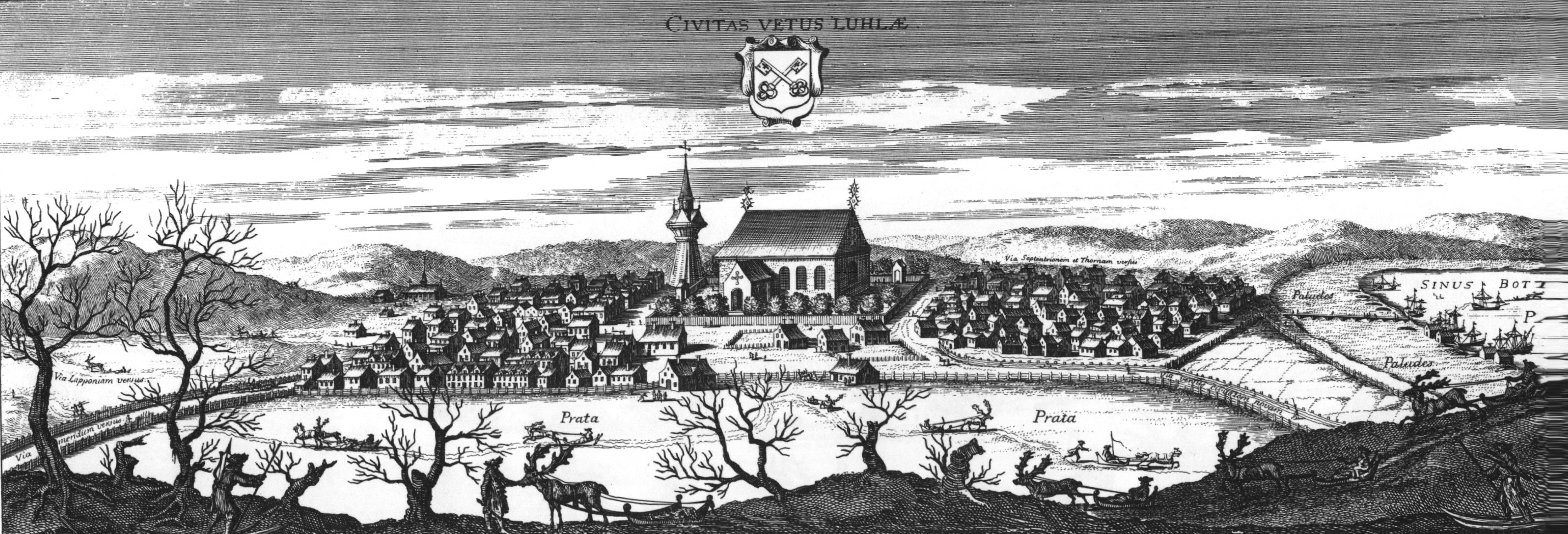
Stadtansicht um 1700

Vor 1000 Jahren war das heutige Gammelstad eine kleine Insel im Mündungsdelta des Flusses Lule älv. Im 12. Jahrhundert wurde Gammelstad Zentrum des Kirchspiels (socken), das sich entlang der Flüsse Kalixälven, Lule älv und Råneälven von der Küste bis zu den Bergen erstreckte.
Nach dem Frieden von Nöteborg im Jahre 1323 waren Schweden und Russland uneinig über den Grenzverlauf im Norden. Der schwedische Staat versuchte, die Gegend um den Lule älv stärker in das Reich einzubeziehen. Priester wurden in den Norden gesandt und einfache Holzkirchen gebaut. Im Jahre 1339 wurde der erste Gottesdienst in Luleå gehalten. Die Provinz Norrbotten wurde Teil des Schwedischen Königreiches mit schwedischen Gesetzen und Steuern.
Mit dem Bau der bis heute existierenden imposanten Steinkirche wurde im 13. Jahrhundert begonnen. Sie zeugt vom ökonomischen Wohlstand der Gemeinde, der vom Handel mit Fellen und Lachs herrührte. Durch einen Erlass wurde im 15. Jahrhundert bestimmt, dass jeglicher Handel in Schweden auf Städte beschränkt wird, wo er besteuert werden konnte. Im Jahre 1621 wurde Luleå an der Stelle des alten Handelsplatzes gegründet. Bereits 28 Jahre nach der offiziellen Stadtgründung, im Jahre 1649, versandete der Hafen durch die im Norden von Schweden besonders stark zu spürende skandinavische Landhebung. Daraufhin wurde die Stadt Luleå an der Stelle, an der sie sich heute befindet, erbaut.

## Gammelstads kyrkstad

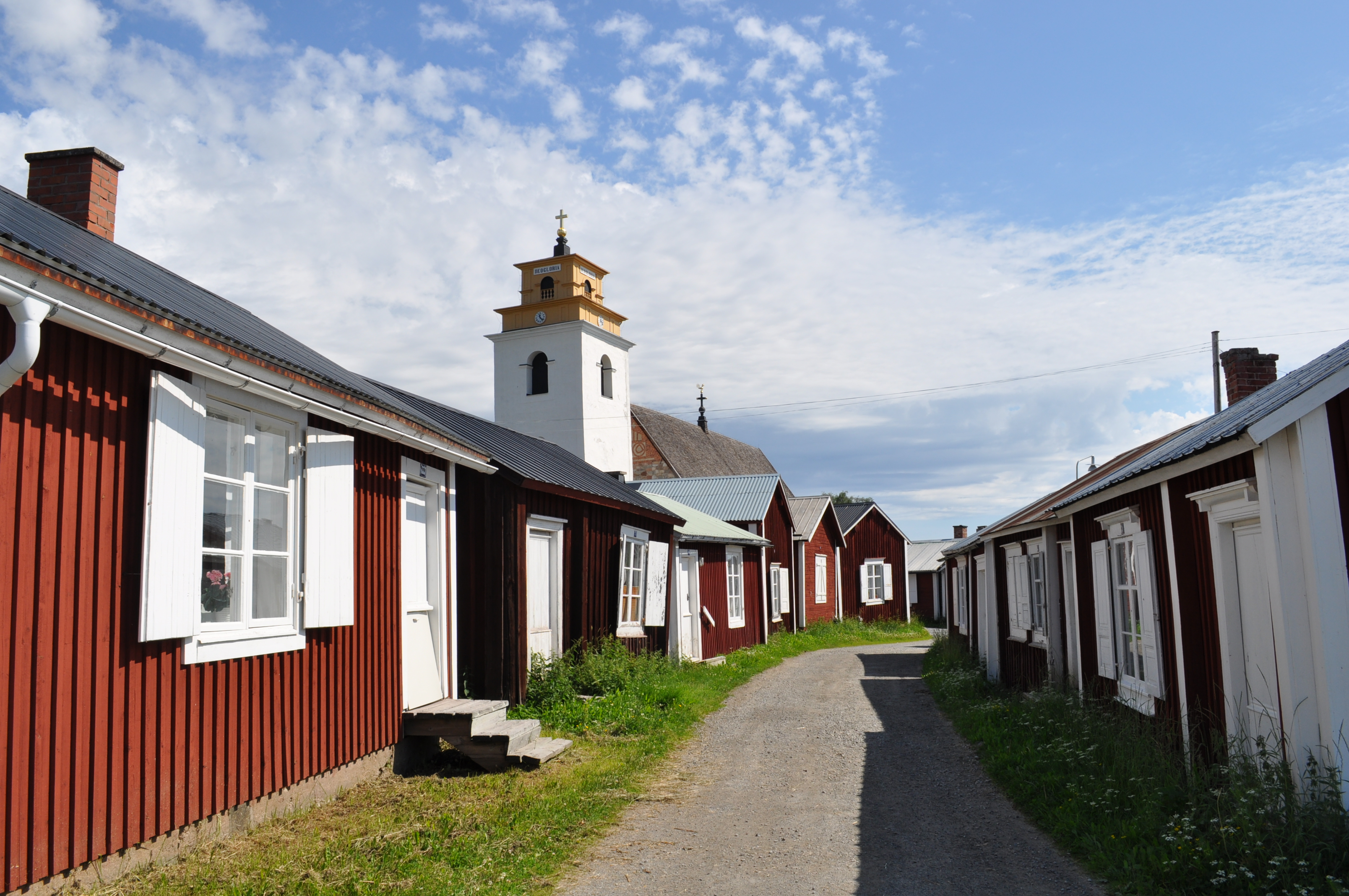
Gasse im Kirchendorf von Gammelstad

Rund um die Kirche ist das Kirchendorf von Gammelstad zu finden. Es ist eine Siedlung von 400 Hütten (kyrkstugor), in denen die Bewohner der Gemeinde übernachten konnten, wenn sie zum Gottesdienst nach Luleå kamen. Das Kirchendorf von Gammelstad gehört zum UNESCO-Weltkulturerbe. Heute sind in Schweden nur noch wenige solcher Kirchendörfer erhalten. Andere Beispiele sind das rund 60 km südlich gelegene Öjebyn in Piteå, Bonnstan in Skellefteå oder Rättvik am Siljan.

## Bilder

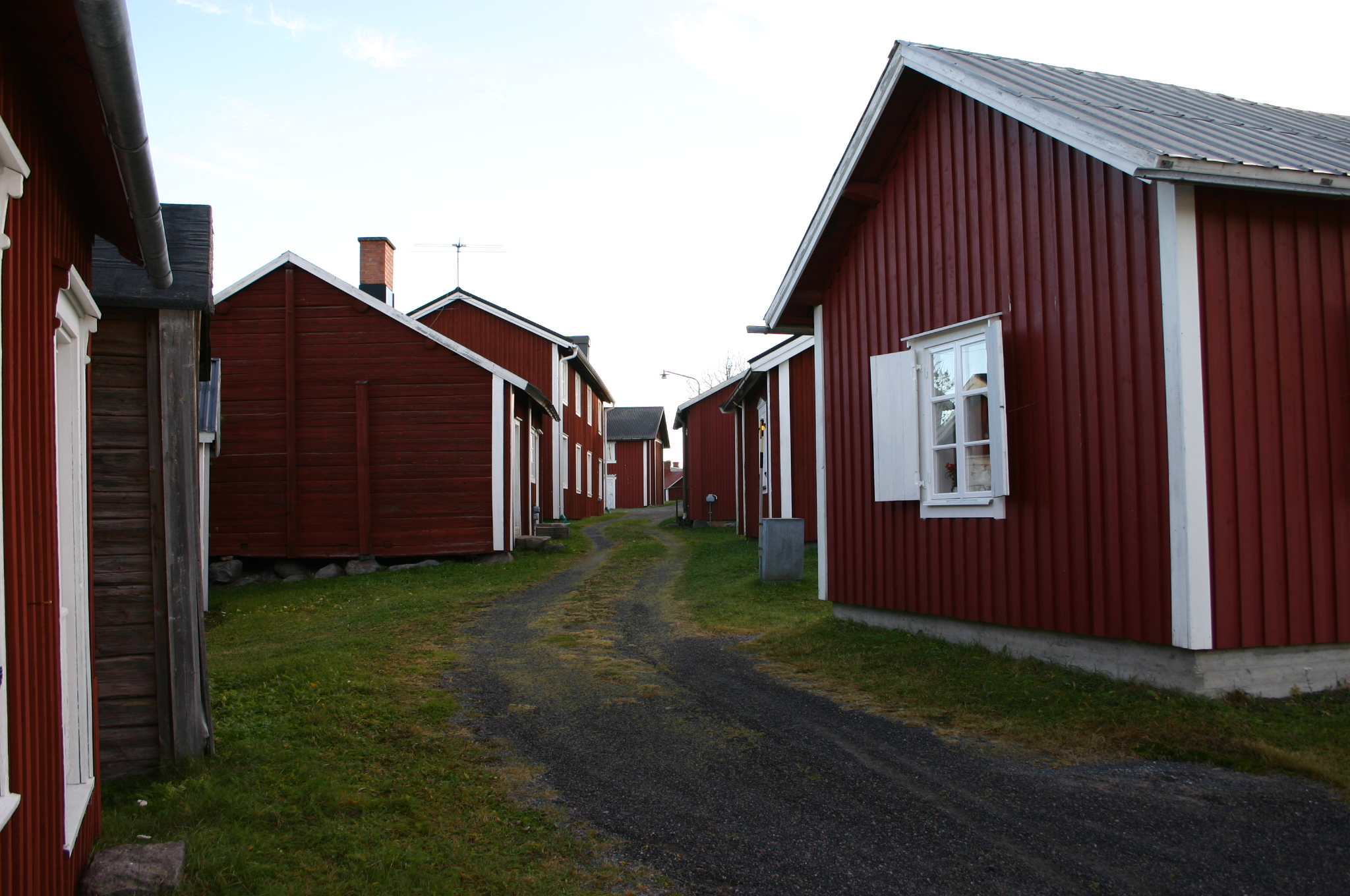
Kirchendorf von Gammelstad
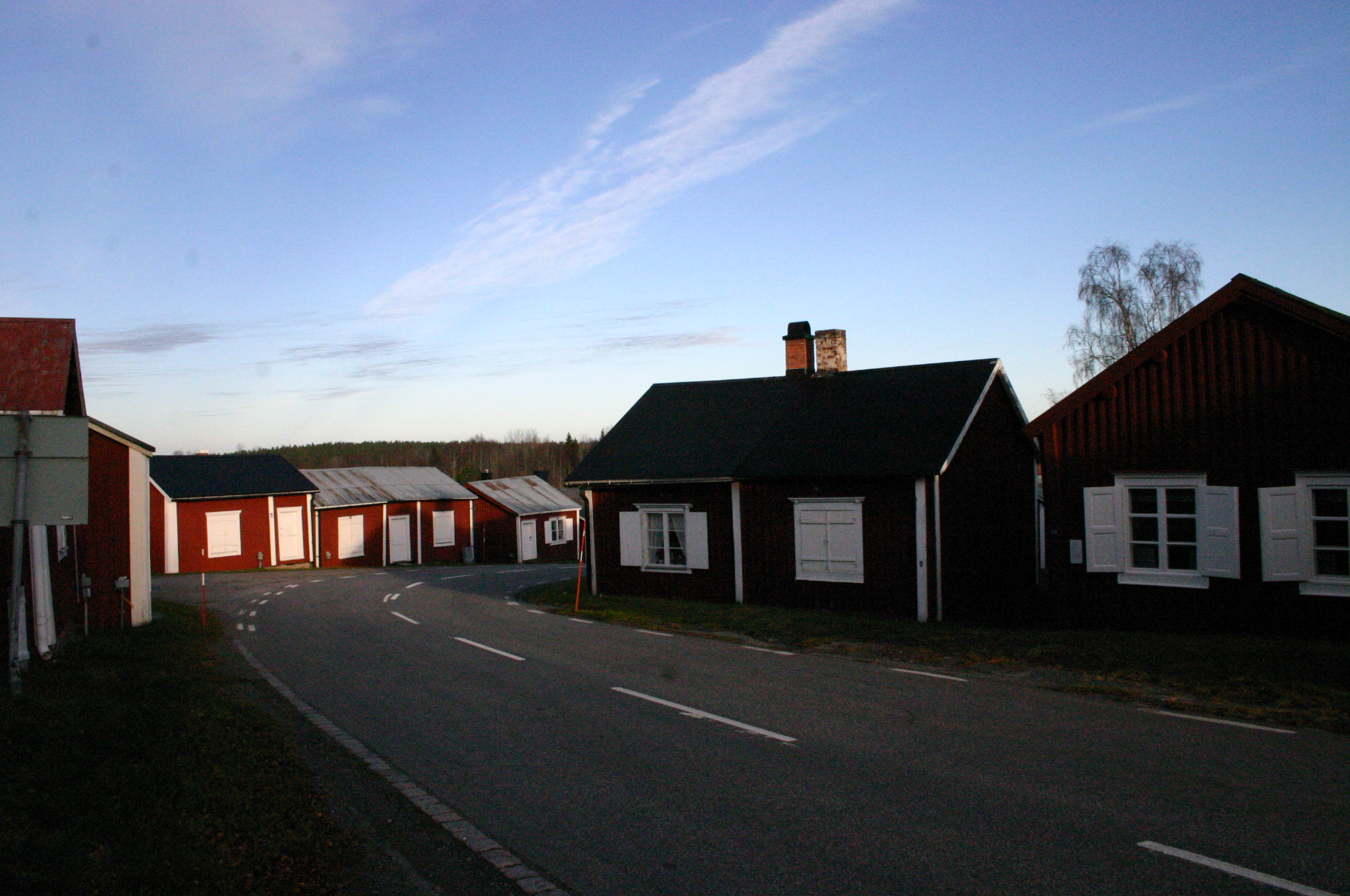
Kirchendorf von Gammelstad
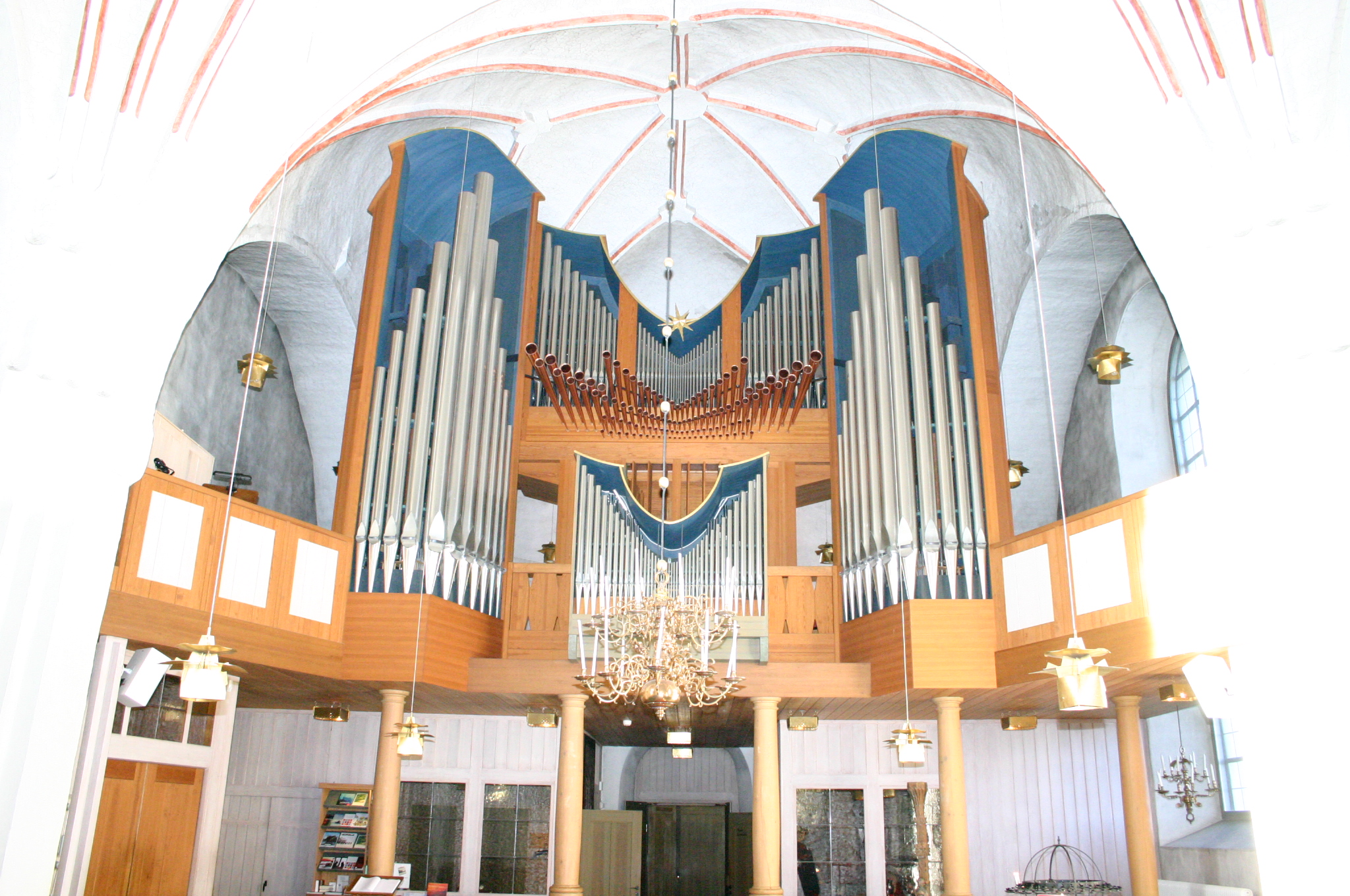
Orgelprospekt mit Rückpositiv in der Kirche
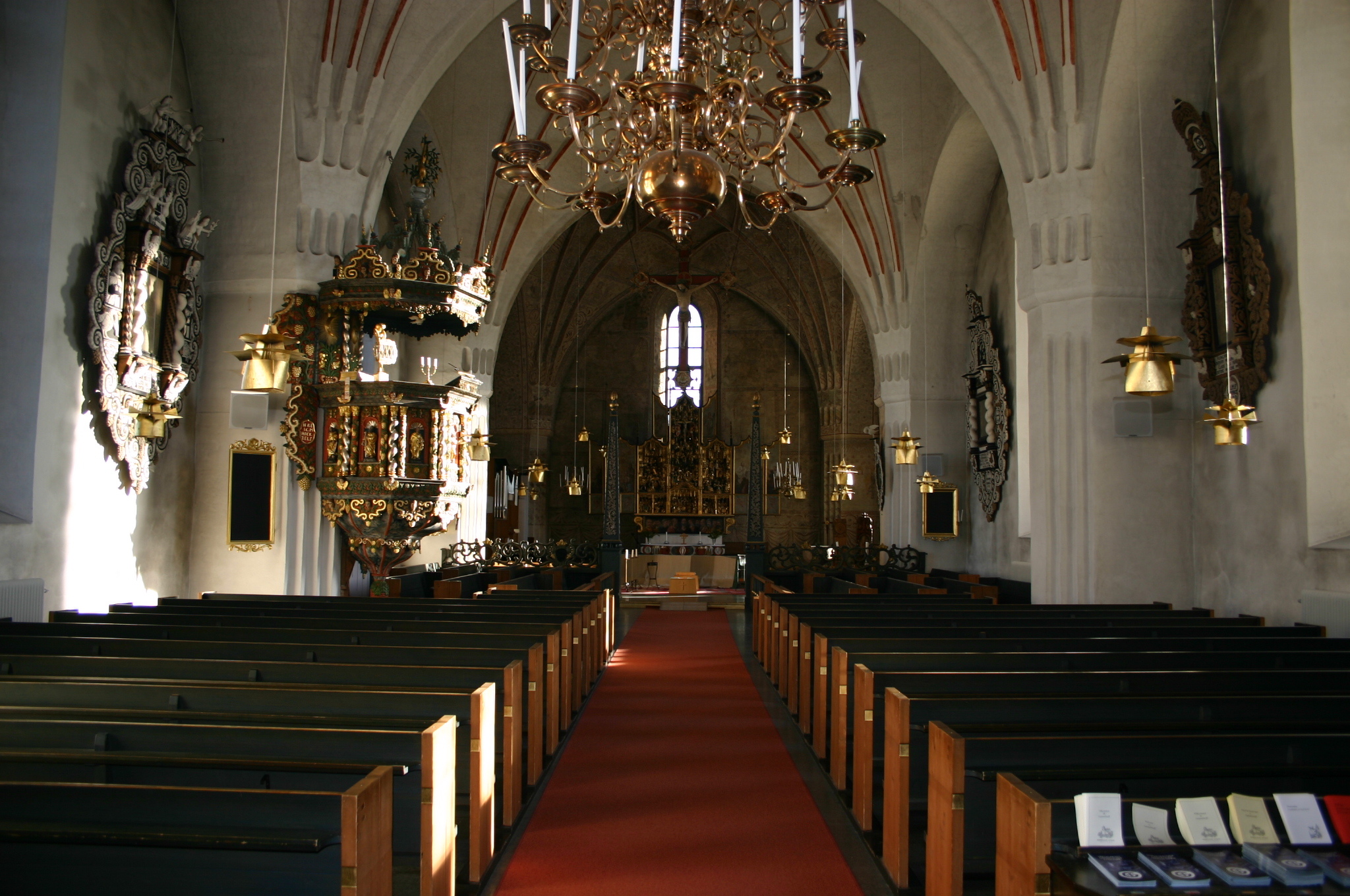
Innenansicht der Kirche